# DSSI
DSSI (Akronym für Disposable Soft Synth Interface, ausgesprochen wie dizzy) ist eine freie Plug-in-Schnittstelle für virtuelle Instrumente unter Linux. DSSI-Plugins empfangen meist MIDI-Daten und generieren daraus Audiosignale. Gebräuchliche Anwendungen sind etwa Software-Synthesizer und Sampler. Zum Anwenden und Ansteuern der Plugins wird ein DSSI-fähiges Host-Programm wie Rosegarden oder jack-dssi benötigt. DSSI ist eng verwandt mit der Schnittstelle LADSPA.
DSSI ist das freie Äquivalent zu der proprietären Schnittstelle VST von Steinberg. Inzwischen ist es möglich, viele VST-Instrumente für Windows zusammen mit dssi-vst und Wine auch unter Linux zu verwenden.
DSSI ist möglicherweise veraltet und wird durch LV2 ersetzt.